# No Woman, No Cry
No Woman, No Cry is een reggaenummer van Bob Marley and The Wailers dat voor het eerst verscheen in 1974 op het album Natty Dread.
Het nummer werd pas echt bekend in de live-uitvoering zoals die is te horen op het album Live! uit 1975. Hoewel Bob Marley het nummer zelf schreef, werd het officieel toegeschreven aan "V. Ford". Ook enkele nummers van het album Rastaman Vibration van Bob Marley vermelden V. Ford. Vincent Ford (Kingston, Jamaica 1930) was een vriend van Marley die een gaarkeuken draaiende hield in Trenchtown, het getto van Marleys woonplaats Kingston. De inkomsten uit royalty's die Ford ontving, hielpen hem bij het in stand houden van de gaarkeuken. Vincent Ford overleed in Kingston op 28 december 2008.
Vaak wordt gedacht dat het lied gaat over dat het als man prima leven is zonder vrouw. Dat klopt echter niet. De correcte schrijfwijze van de titel in het Jamaicaans-Engelse patois zou "No, woman, nuh cry" moeten zijn. Het woord "nuh", dat korter uitgesproken wordt dan "no", staat gelijk aan het Engelstalige "don't".
Een voetstoots vertaling van "No woman, no cry" in het Jamaicaans-Engels is: "Nee, meisje, huil niet". Het nummer handelt over de kracht van vrouwen.
"No Woman, No Cry" eindigde als 37ste in de 500 beste nummers aller tijden (volgens Rolling Stone).

## Covers
Het nummer is gecoverd door vele artiesten, waaronder Joan Baez, Gilberto Gil, Londonbeat (1991), Fugees (1996), Murder One, No Use For A Name, Utada Hikaru, NOFX (live, waarbij El Hefe solo zingt en speelt), Boney M., Rancid, Nina Simone, Xavier Rudd en als duet door Faith Hill en Tim McGraw. 
Ook Tila Tequila, Leonardo Dantes, Sublime, Andrés Calamaro, Luca Prodan, Sandra en Celeste (met Spaanse tekst), Hugh Masekela, Hedley, Twenty One Pilots, Jimmy Cliff, Peter Rowan, Bill Bourne, Graham Parker, Keller Williams, Shabu One Shant, Eterna inocencia, Sean Kingston, Ali Bahar, Bingoboys, Cultura Profética, Matisyahu (met The Wailers en Bonnaroo) en Major Arcana maakten er een cover van. Lost Frequencies remixte het nummer.
De versie van Londonbeat werd een hit in Duitsland, Nieuw-Zeeland en het Nederlandse taalgebied. In het Verenigd Koninkrijk, het thuisland van Londonbeat, was hun versie met een 64e positie niet heel succesvol. In Nederland en Vlaanderen deed de cover het beter in de hitlijsten. Het haalde de 14e positie in de Nederlandse Top 40, en de 24e positie in de Vlaamse Radio 2 Top 30.
De Fugees haalden met hun cover wereldwijd de hitlijsten. Zo haalde hun versie de 38e positie in de Amerikaanse Billboard Hot 100, de 21e positie in de Nederlandse Top 40 en de 31e in de Vlaamse Ultratop 50.

## NPO Radio 2 Top 2000
| Nummer met noteringen in de NPO Radio 2 Top 2000 | '99 | '00 | '01 | '02 | '03 | '04 | '05 | '06 | '07 | '08 | '09 | '10 | '11 | '12 | '13 | '14 | '15 | '16 | '17 | '18 | '19 | '20 | '21 | '22 | '23 | '24 |
| ------------------------------------------------ | --- | --- | --- | --- | --- | --- | --- | --- | --- | --- | --- | --- | --- | --- | --- | --- | --- | --- | --- | --- | --- | --- | --- | --- | --- | --- |
| No Woman, No Cry                                 | 39  | 63  | 92  | 93  | 75  | 70  | 93  | 113 | 79  | 86  | 106 | 54  | 79  | 141 | 156 | 233 | 270 | 223 | 257 | 269 | 339 | 352 | 336 | 431 | 472 | 630 |

1. ↑  Een vetgedrukt getal geeft de hoogste notering aan.